# سیاه‌گیله کبود
سیاه‌گیله کبود، آس یا قره‌قاط سیاه (نام علمی: Vaccinium myrtillus L) درختچه کوچکی به ارتفاع ۲۰ تا ۶۰ سانتیمتر و دارای برگ‌های بیضوی، به رنگ سبز روشن است.
سیاه‌گیله کبود یا آس به حالت پر پشت در جنگل‌ها، مخصوصاً اگر جنس زمین سلیسی باشد، می‌روید. در غالب نواحی اروپا به‌خصوص در مناطق کوهستانی آن و در آسیای صغیر، قفقاز، سیبری همچنین در آمریکای شمالی می‌روید. در ایران این گیاه یافت نمی‌شود. برگ آن دارای اثر مقوی، ضدعفونی‌کننده و رفع اسهال است و از آن برای رفع سرفه، رفع تهوع احساس چنگ زدگی در معده، بی‌اختیاری دفع ادرار در اطفال، اسهال‌های ساده مزمن، بیماری قند و بیماری‌های پوستی دیر علاج استفاده می‌شود و چون اثر مدر و ضدعفونی‌کننده نیز دارد، برای زیاد کردن ترشح ادرار و ضدعفونی کردن مجاری دستگاه دفع ادرار مورد استفاده قرار می‌گیرد.